# Rob Roy (romanzo)
Rob Roy  è un romanzo storico di Walter Scott apparso nel 1817. Ruota intorno alle vicende di Frank Osbaldistone, figlio di un mercante inglese che si reca nelle Highlands scozzesi per recuperare un debito estorto a suo padre. Robert Roy MacGregor, da cui l'opera prende il nome, compare diverse volte ma non è il personaggio principale. In effetti la scena si sposta in Scozia solo a metà circa del libro. 

## Personaggi inRob Roy
(lista incompleta)
- Nicol Jarvie, un sovrintendente (bailie)
- Francis Osbaldistone (Frank), figlio di un mercante inglese. È il personaggio principle del romanzo
- Rashleigh Osbaldistone, suo cugino, il "cattivo" del romanzo
- Robert Roy MacGregor Campbell, il ribelle scozzese conosciuto come Rob Roy. Anche se il libro riporta il suo nome, non è il personaggio principale del romanzo.
- Helen MacGregor, sua moglie
- Andrew Fairservice, un astuto giardiniere
- Diana Vernon, abitante di Osbaldistone Hall. Alla fine del romanzo diventa la moglie di Francis Osbaldistone.
- il capitano Thornton, un coraggioso e nobile ufficiale britannico

## Riferimenti culturali
- Il romanzo è la fonte di ispirazione dell'omonimo film del 1995, diretto da Michael Caton-Jones con protagonista Liam Neeson, nonché del precedente film d'azione del 1953 Rob Roy, the Highland Rogue della Disney.

- Una marca di whisky scozzese, Bailie Nicol Jarvie, ha preso il nome da un personaggio del romanzo.